# Hanni Schaaf
Hanni Schaaf (* 11. November 1933 in Köln) ist eine deutsche Schriftstellerin.

## Leben
Nachdem sie von 1940 bis 1948 die Volksschule besucht hatte, absolvierte Hanni Schaaf eine kaufmännische Lehre und war anschließend als  Büroangestellte und Industriekauffrau tätig. In den Siebzigerjahren begann sie im Rahmen des Werkkreises "Literatur der Arbeitswelt" mit dem Verfassen literarischer Texte. Nach einer bestandenen Sonderprüfung studierte sie ab 1974 Pädagogik an der Pädagogischen Hochschule Köln; sie beendete dieses Studium 1980 mit dem Ersten Staatsexamen. Seit 1985 ist sie freie Schriftstellerin. Sie lebt in Köln.
Hanni Schaaf ist Verfasserin von Romanen und Erzählungen für Jugendliche. Sie ist Mitglied des Verbandes Deutscher Schriftsteller und der Literarischen Gesellschaft Köln. 1977 erhielt sie den Oldenburger Kinder- und Jugendbuchpreis sowie 1983 das Rolf-Dieter-Brinkmann-Stipendium der Stadt Köln.

## Werke
- Plötzlich war es geschehen, Wien [u. a.] 1977
- Aktion Löwenzahn, München [u. a.] 1981
- Blumen auf Beton, Baden-Baden 1984